# Avenida Las Delicias
La Avenida Las Delicias o Las Delicias es una vía que recorre de norte a sur la ciudad venezolana de Maracay en forma semicircular, históricamente la única vía que comunica a al pueblo costeño de Choroní. Su extensión total es de 4,8 kilómetros desde la Urbanización el Centro hasta el Parque Zoológico Las Delicias. Las Delicias es uno de los lugares más emblemáticos de Maracay, conocido por la arboleda que discurre como isla interna entre el medio de los carriles norte y sur de la avenida. En horas pico y en su punto más concurrido con la Avenida Casanova Godoy, Las Delicias sirve a unos 60 mil vehículos diarios, con demoras superiores a los 300 segundos, haciéndola una de las intersecciones de mayor complejidad del país. El gran flujo de vehículos hace que Las Delicias sea un punto predilecto para protestas estudiantiles del Pedagógico de Maracay, produciendo con frecuencia grandes disturbios y enfrentamientos con las fuerzas policías del estado y metropolitanas.
La ruta de buses Maracay-Choroní circula por Las Delicias, igualmente las interurbanas de La Pedrera, El Castaño y La Cooperativa usan la avenida en sus rutas diarias. Estas líneas cubren el acceso al Centro Comercial Las Américas, el Hotel de Golf Maracay y el Zoológico Las Delicias, entre otros puntos comerciales y atractivos del norte del área metropolitana de Maracay.
Las Delicias conecta con el Hospital Central de Maracay y hace intersección en dirección a El Limón y el vecino Municipio Francisco Linares Alcántara por la Avenida Casanova Godoy. El acceso al centro y sur de Maracay se obtiene por intersección con la Avenida Bolívar.

## Puntos de interés

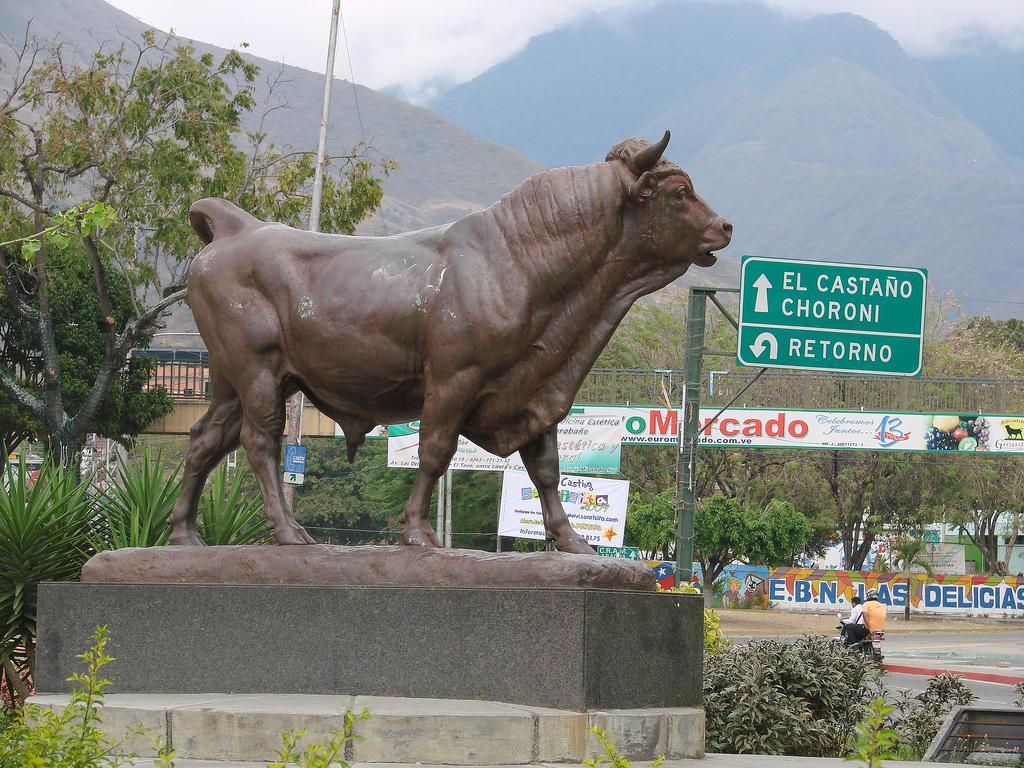
Toro de Las Delicias, opuesto al Parque Zoológico Las Delicias. Parque nacional Henri Pittier, en el fondo.

En la parte alta de la avenida, que empieza en el Parque Las Cocuizas (antes de la alcabala policial de la carretera Maracay-Choroní) se encuentra la estación de buses del Castaño y varios puntos de entrada al parque nacional Henri Pittier, particularmente en dirección a los cerros de Palmarito, Planta Vieja a orillas del río Las Delicias y más al sur los del Hotel de Golf Maracay. Desde este punto hasta el Zoológico de las Delicias, existen pocas tiendas de lujo, grandes almacenes y/o puntos turísticos, siendo la zona principalmente urbanizada para la comunidad de El Castaño y sus barrios adyacentes.
A nivel del Zoológico, lugar conocido como El Toro por el homenaje de bronce en el punto de retorno hacia el sur, es usualmente el comienzo de las actividades de caminata o trote y ejercicio por las Delicias, en vista de que es el punto donde comienza la amplia isla intermedia de la avenida con sus característicos jardines. Esta porción más amplia de la avenida es el verdadero eje histórico, que se prolonga hasta llegar a la Casa de la Cultura de Maracay, a pocos metros de la Urbanización el Centro. En los alrededores del Zoológico se encuentran los hoteles de mayor lujo del norte de Maracay. Los principales restaurantes de esta zona de la ciudad se encuentran a ambos costados de Las Delicias pero antes de llegar al zoológico, a la altura del Central Madeirense y el Hospital de Clínicas las Delicias.
La parte baja de la avenida, que desemboca en la avenida Bolívar, está rodeada de comercios característicos del centro de la ciudad. En este punto, particularmente desde la Casa de la Cultura de Maracay, se ve una considerable reducción en los jardines de la isla de la avenida. En esta zona sur se encuentran varios edificios públicos y gubernamentales históricos, incluyendo el edificio de la Alcaldía de Girardot, el antiguo edificio de Corpoindustria, la Casa de la Cultura, la Biblioteca y los jardines del Liceo Agustín Codazzi. El Museo Aeronáutico de Maracay concluye la avenida a pocos metros de la avenida Las Delicias que es la entrada a la urbanización Calicanto y su Plaza de toros Maestranza César Girón.

## Comunidades que atraviesa

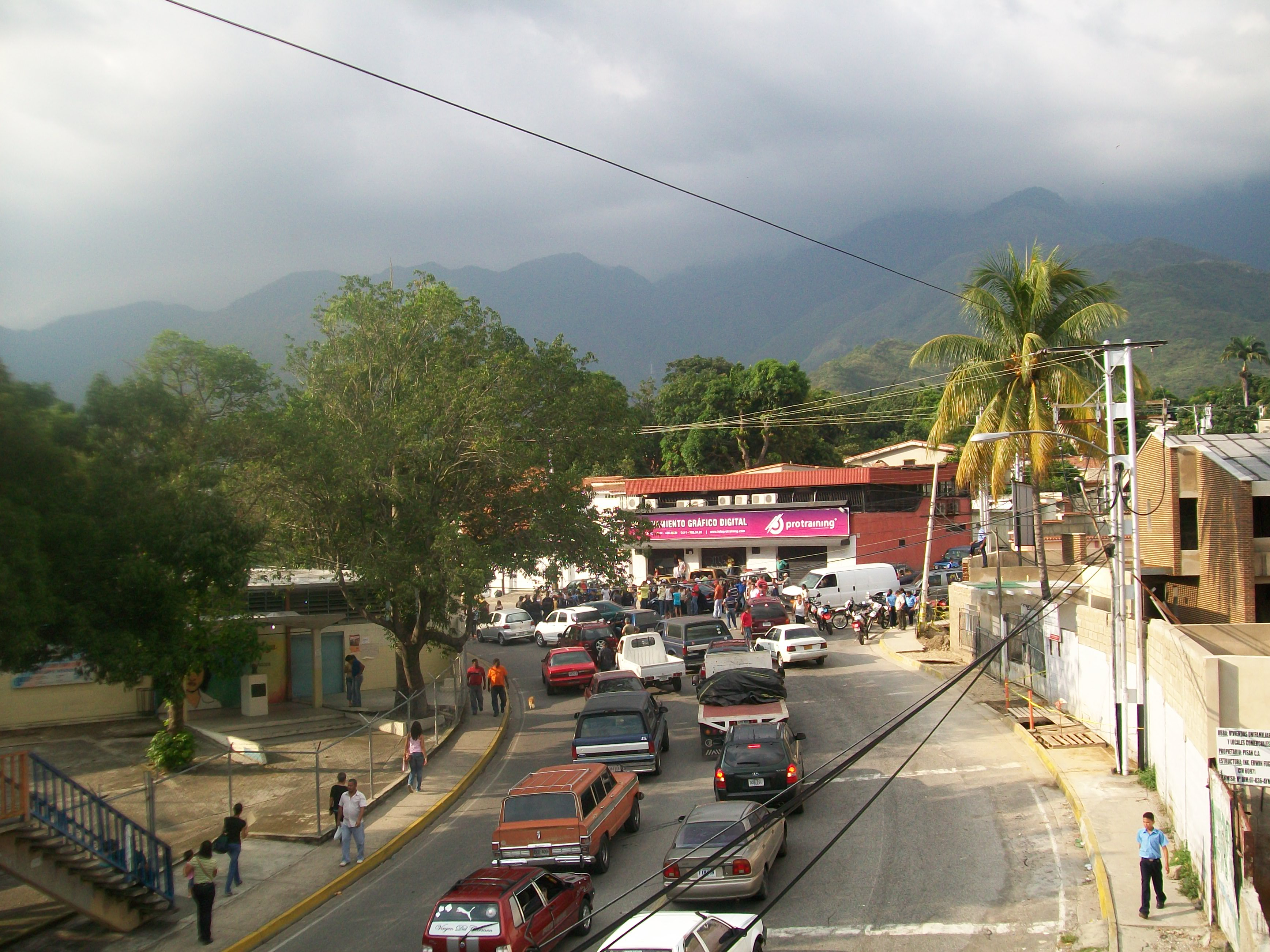
Protestas comunitarias a nivel norte de la avenida Las Delicias. Parque nacional Henri Pittier en el fondo.

Durante los años de la presidencia de Juan Vicente Gómez, la población comenzó a crecer, en gran parte, por una inmigración proveniente de Los Andes venezolanos (tierra nativa del presidente) y los Estados vecinos de Apure, Guárico y del oriental Estado Bolívar. Los emigrantes venían a Maracay atraídos porque el centro del poder nacional estaba en estas tierras, buscando mejores condiciones de vida. Muchas familias se instalaron en el casco de la ciudad, obligando a la ampliación de la Avenida Bolívar, tanto por el Este como por el Oeste. Otros de mayor influencia se instalaron cerca del Zoológico, donde estaba la casa de Gómez, principalmente por la calle Camoruco de la urbanización El Toro, que sube por el lado derecho del actual Grupo Escolar Las Delicias.
En los años 1940, después de la muerte de Gómez, se instaló la primera urbanización moderna con la que contó Maracay, la Urbanización Calicanto, alrededor de la nueva Plaza de toros Maestranza César Girón, al oeste de la Avenida Las Delicias. La avenida comenzó a ver remodelaciones y ampliaciones para conducir a la población de Calicanto hasta los forestales terrenos del Zoológico. Una década después se poblaron la Urbanización La Soledad, El Bosque y Cantarrana, principalmente habitados por la población más modesta de la ciudad.
Muchas de las familias más pudientes de la ciudad comenzaron a habitar el norte de El Toro, poblando la Urbanización El Castaño. Las familias empleadas por el auge laboral comenzaron a habitar las áreas que rodean a las urbanizaciones más modestas, colonizándose los Barrios Olivos, La Cooperativa y otros de la Parroquia Las Delicias al este de la avenida, así como Parque Aragua, Base Aragua y otros barrios de la Parroquia Madre María de San José, también en el este de Las Delicias.
Más reciente es la conexión de la avenida Las Delicias con el terminal de pasajeros de Maracay y las comunidades de la Parroquia Joaquín Crespo al sur de la ciudad.

## Flora de Las Delicias
La Avenida Las Delicias se ha caracterizado por su robusta colección de árboles a lo largo de la isla media. El atractivo y amplio bulevar peatonal en el centro de la avenida con una multitud de árboles, caminerías rodeadas con grama y bordeadas con bancos a todo lo largo es una de las razones por la que Maracay llegó a ser conocida como La Ciudad Jardín. En varias oportunidades se han hecho esfuerzos por parte de la Alcaldía, la Gobernación y grupos privados en reforestar el espacio vegetal de la avenida. La mayoría de las donaciones ocurren en el espacio del día del árbol, celebrado en el país. Se incluyen una lista incompleta de los árboles más comúnmente vistos a lo largo de la avenida.
| Nombre local | Nombre binomial          | Imagen | Nombre local  | Nombre binomial      | Imagen |
| ------------ | ------------------------ | ------ | ------------- | -------------------- | ------ |
| Almendrón    | Terminalia catappa       |        | Indio desnudo | Bursera simaruba     |        |
| Apamate      | Tabebuia rosea           |        | Jobo          | Spondias mombin      |        |
| Araguaney    | Tabebuia chrysantha      |        | Jabillo       | Hura crepitans       |        |
| Caoba        | Swietenia macrophylla    |        | Mamón         | Melicoccus bijugatus |        |
| Caro Caro    | Enterolobium cyclocarpum |        | Pésjua        | Syzygium cumini      |        |
| Castaña      | Castanea                 |        | Semeruca      | Malpighia emarginata |        |
| Cedro        | Cedrus                   |        | Tapara        | Crescentia cujete    |        |
| Cotoperiz    | Talisia oliviformis      |        | Uva de Playa  | Coccoloba uvifera    |        |
| Flamboyán    | Delonix regia            |        |               |                      |        |

Muchos de los árboles se ven acompañados por especies de hemiparásitos, fundamentalmente de la especie Tillandsia recurvata y, en ocasiones, del género Loranthaceae.

## Remodelaciones
Durante su historia, la emblemática Avenida Las Delicias ha sido remodelada, ampliada y adecuada para la adaptación a la mayor circulación de vehículos de la ciudad. En los años 1950 se ampliaron y embellecieron varios puntos de la avenida dada la reinauguración de la Feria de Maracay y su reubicación en los terrenos que hoy ocupa la Universidad Pedagógica Experimental Libertador.
En los años 1970 se reconstruyó la avenida Las Delicias, ampliando ciertos trayectos, sembrando cientos de árboles nuevos e inaugurando el enlace con la avenida Bermúdez, conocida hoy como General Páez.
En 2010 se inició un programa de labores de poda, desmalezamiento, alumbrado público, ornato, suplantación de capa vegetal y grama, y la siembra de nuevas especies que sean ornamentales y a la vez armónicas en el extremo sur de la avenida a la altura de la Urb Andrés Bello y La Soledad. Varias intersecciones nuevas fueron instaladas con la finalidad de mejorar el flujo de automóviles. Las intersecciones fueron semaforizadas, con pantalla led, sistema de conteo y un mecanismo de carga especial para soportar los cortes de luz, que permite que los semáforos estarán funcionando durante seis horas si se va la luz en Maracay.